# Tim Göhlert
Tim Göhlert (* 15. September 1984 in Karl-Marx-Stadt) ist ein ehemaliger deutscher Fußballspieler.

## Karriere
In der Jugend spielte Göhlert in seiner Heimat für den Chemnitzer FC und den VfB Fortuna Chemnitz. Für den VfB spielte er bereits mit 18 Jahren in der Oberliga Nordost. Mit 19 Jahren ging er nach Baden-Württemberg, wo er sich dem Oberligisten SSV Ulm 1846 anschloss. Bei den Ulmer Spatzen schaffte er es jedoch in zwei Jahren nicht, sich im Stamm der Mannschaft festzuspielen.
Dies änderte sich 2005 mit seinem Wechsel zum Liganachbarn 1. FC Heidenheim. Dort spielte der Innenverteidiger sofort alle 34 Saisonspiele und erzielte dabei auch noch fünf Tore. In den nächsten Jahren blieb er eine zuverlässige Größe in der Oberligamannschaft. Bei der Ligareform 2008 gelang dem Verein die Qualifikation für die neue viertklassige Regionalliga Süd und im Jahr darauf wurde Heidenheim sogar Meister und stieg in die 3. Liga auf. Sein Debüt im Profifußball gab Göhlert am 25. Juli 2009, als er beim 2:2-Unentschieden gegen den Wuppertaler SV Borussia am ersten Spieltag der Saison 2009/10 in der Startaufstellung war und das Tor zum 1:0 erzielte. In seinem ersten Drittligajahr knüpfte er nahtlos an seine vorherigen Leistungen an. Die Saison 2010/11 begann dann mit einem Schock: Am ersten Spieltag schied er mit einem Schienbeinbruch aus und kehrte erst im Saisonendspurt wieder zurück. Im Jahr darauf war er wieder die gewohnte Stütze in der Abwehr. Heidenheim stellte in der Saison mit nur 36 Gegentreffern die zweitbeste Abwehr. Zur Saison 2013/14 stieg Göhlert mit dem 1. FC Heidenheim in die 2. Bundesliga auf. Er absolvierte dort zwei Spielzeiten mit 36 Einsätzen in der zweithöchsten Spielklasse.
Göhlert, der über ein erfolgreich abgeschlossenes Medizinstudium verfügt, gab am 31. März 2016 bekannt, seine Profi-Karriere zum Saisonende zu beenden, um sich beruflich zukünftig dem Arztberuf zuzuwenden.

## Persönliches
Tim Göhlerts Bruder Daniel Göhlert spielte bis 2013 beim 1. FC Union Berlin in der 2. Bundesliga.

## Erfolge
- 2009 – Aufstieg in die 3. Liga mit dem 1. FC Heidenheim
- 2014 – Aufstieg in die 2. Bundesliga mit dem 1. FC Heidenheim